# Università di Łódź
L'Università di Łódź fu fondata il 24 maggio 1945 a Łódź, come continuazione dei successi e delle tradizioni degli istituti scolastici attivi a Łódź nel periodo fra le due Guerre Mondiali: il Teacher Training Institute (1921-1928), l'Higher School of Social and Economic Sciences (1924-1928) e una divisione della Free Polish University (1928-1939).
Correntemente ha più di 42.500 studenti e 3827 insegnanti.
Tra i suoi rapporti di cooperazione internazionale fanno parte 385 partner istituzionali da tutto il mondo.
L'Università offre una elevata varietà di corsi di Laurea e Master in lingua inglese sia per studenti polacchi che esteri.
Come risultato dell'ampia cooperazione con le università di molte nazioni estere, incluse l'Université Jean Moulin Lyon 3, l'Université François – Rabelais di Tours, l'Università del Texas a Austin, l'Università di Münster, l'Università del Baltimora, la Robert H. Smith School of Business del Maryland, la University of Maryland, College Park, la Centria University of Applied Sciences di Kokkola, e la Towson University, gli studenti dell'Università di Łódź possono laurearsi con il doppio diploma riconosciuto.

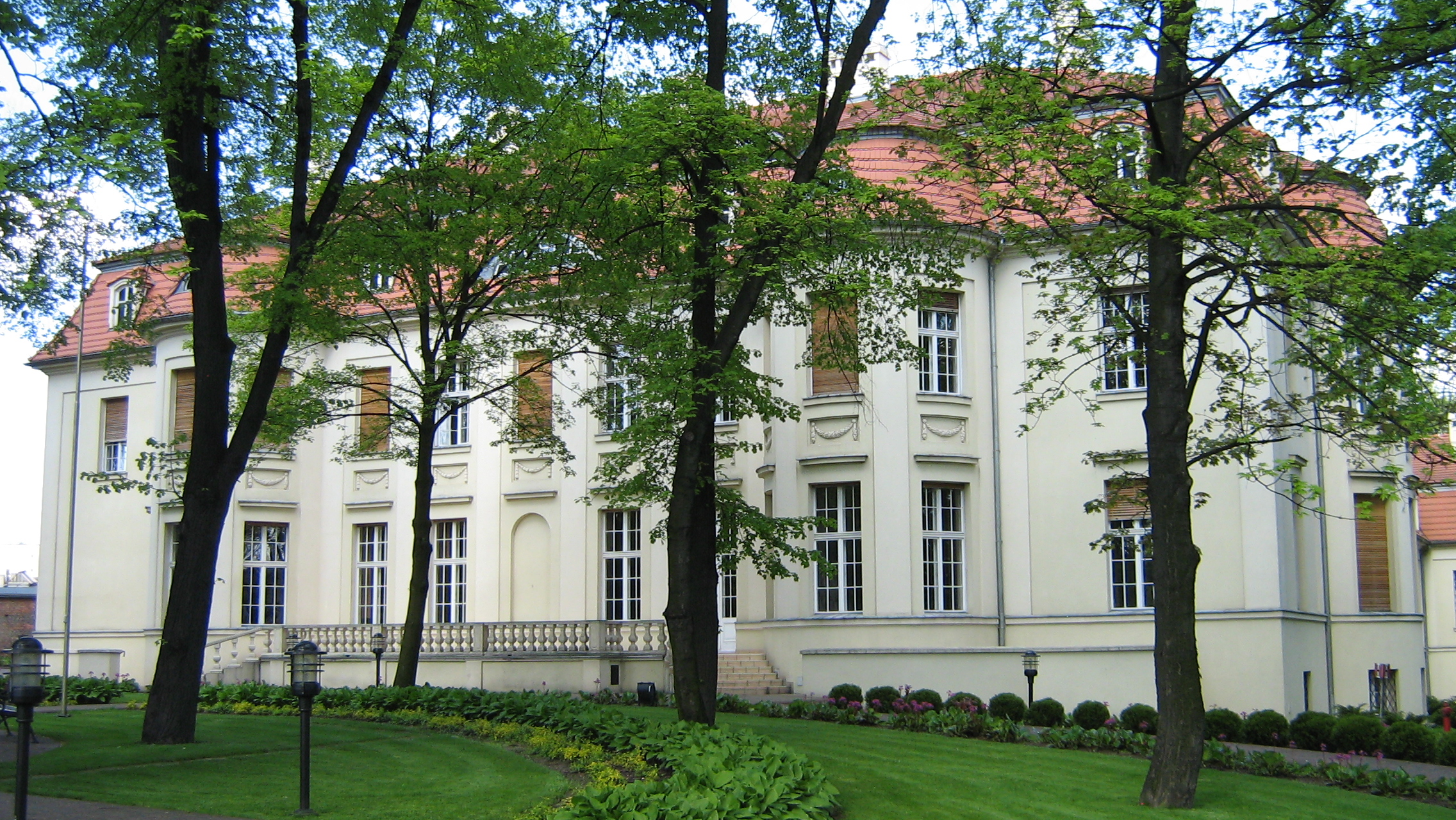
Il palazzo Alfred Biedermann, sede dell'Istituto di Cultura Contemporanea